# Şəmkir Rayonu
Şəmkir Rayonu är ett distrikt i Azerbajdzjan. Det ligger i den västra delen av landet, 300 km väster om huvudstaden Baku. Antalet invånare är 192 900. Arean är 1 660 kvadratkilometer.
Terrängen i Şəmkir Rayonu är kuperad åt nordost, men åt sydväst är den bergig.
Följande samhällen finns i Şəmkir Rayonu:
- Shamkhor
- Zeyamdzhirdakhan
- Dzagam
- Kür
- Seyfeli
- Shishtepe
- Karalylar
- Dolyar
- Könüllü
- Irmashly
- Mukhtariyat
- Chardakhly
- Abbaslı
- Qasım İsmayılov
- Yeniabad
- Dzhagir
- Qasımalılar
- Qaranuy
- Atabey
- Orconikidze

Runt Şəmkir Rayonu är det i huvudsak tätbebyggt. Runt Şəmkir Rayonu är det ganska tätbefolkat, med 108 invånare per kvadratkilometer.